# Список полных кавалеров ордена Трудовой Славы/Л
В настоящем списке представлены в алфавитном порядке полные кавалеры ордена Трудовой Славы, чьи фамилии начинаются с буквы «Л». Список содержит информацию о датах Указов о присвоении звания, профессии награждённых, дате рождения и дате смерти. В настоящее время список не является завершённым и нуждается в дополнениях и уточнениях.
| №  | Фамилия, имя, отчество            | Даты жизни              | Профессия | Дата Указа и номер ордена                                                 | ГС        |
| -- | --------------------------------- | ----------------------- | --- | ------------------------------------------------------------------------- | --------- |
| 1  | Лавнюженкова, Елена Александровна | род. 30.09.1935         | Бригадир совхоза «Михейковский» Ярцевского района Смоленской области | 3 ст. 14.02.1975 № 12832 2 ст. 23.12.1976 № 17 1 ст. 06.06.1984 № 72      |           |
| 2  | Лавренов, Григорий Максимович     | 19.02.1937 — 20.07.2017 | Боцман рыбодобывающего обрабатывающего судна «Володарский» производственного объединения «Дагрыба» Министерства рыбного хозяйства РСФСР, Дагестанская АССР                                                                                                | 3 ст. 04.05.1975 № 45471 2 ст. 17.03.1981 № 10746 1 ст. 19.08.1988 № 647  | [ ГС 1 ]  |
| 3  | Лагода, Михаил Дмитриевич         | род. 23.11.1937         | Электросварщик Новомосковского трубного завода имени 50-летия Советской Украины Министерства чёрной металлургии Украинской ССР, Днепропетровская область                                                                                                  | 3 ст. 21.04.1975 № 60627 2 ст. 29.01.1981 № 5055 1 ст. 27.06.1985 № 139   |           |
| 4  | Лазакович, Мария Павловна         | род. 01.12.1946         | Прядильщица Барнаульского меланжевого комбината Министерства текстильной промышленности РСФСР, Алтайский край | 3 ст. 21.04.1975 № 36109 2 ст. 17.03.1981 № 8607 1 ст. 23.05.1986 № 267   | [ ГС 2 ]  |
| 5  | Лазарев, Борис Петрович           | род. 05.02.1946         | Бригадир фрезеровщиков Ленинградского завода «Электросила» имени С. М. Кирова Ленинградского производственного электромашиностроительного объединения «Электросила» имени С.М. Кирова Министерства электротехнической промышленности СССР, гор. Ленинград | 3 ст. 22.04.1975 № 202141 2 ст. 31.03.1981 № 7111 1 ст. 10.07.1986 № 364  | [ ГС 3 ]  |
| 6  | Лариохина, Нина Николаевна        | 10.02.1940 — 27.06.2021 | Оператор машинного доения госплемзавода «Заря коммунизма» Домодедовского района Московской области | 3 ст. 14.02.1975 № 120631 2 ст. 16.12.1980 № 4332 1 ст. 17.08.1988 № 637  | [ ГС 4 ]  |
| 7  | Лёвочкин, Владимир Михайлович     | род. 1935               | Мастер типографии газеты «Правда» имени В. И. Ленина Государственного комитета СССР по делам издательств, полиграфии и книжной торговли, гор. Москва | 3 ст. 12.05.1978 № 413348 2 ст. 04.05.1982 № 20872 1 ст. 30.07.1986 № 601 |           |
| 8  | Ледяев, Иван Семёнович            | 10.07.1941 — 24.02.2023 | Машинист экскаватора управления механизации работ управления строительства «Саратовгэсстрой» Министерства энергетики и электрификации СССР, гор. Балаково Саратовской области                                                                             | 3 ст. 22.04.1975 № 95410 2 ст. 31.03.1981 № 8233 1 ст. 05.12.1988 № 655   | [ ГС 5 ]  |
| 9  | Лемешко, Жорж Андреевич           | 25.06.1937 — 11.04.2003 | Бригадир слесарей-монтажников Московского механомонтажного управления треста «Металлургпрокатмонтаж» Министерства монтажных и специальных строительных работ СССР, Московская область                                                                     | 3 ст. 17.03.1976 № 164854 2 ст. 16.01.1981 № 19257 1 ст. 22.05.1986 № 311 | [ ГС 6 ]  |
| 10 | Лесик, Сергей Иванович            | 11.11.1941 — 30.05.2025 | Старший чабан колхоза имени Ленина Ремонтненского района Ростовской области | 3 ст. 23.12.1976 № 300287 2 ст. 12.03.1982 № 5254 1 ст. 27.08.1990 № 790  |           |
| 11 | Леухин, Алексей Фёдорович         | 29.02.1940 — 17.08.2014 | Бригадир комплексной бригады прииска «Ленинградский» объединения «Северовостокзолото» Министерства цветной металлургии СССР, Магаданская область | 3 ст. 21.04.1975 № 79713 2 ст. 05.03.1981 № 6887 1 ст. 29.04.1986 № 243   | [ ГС 7 ]  |
| 12 | Лехтме, Антс Оскарович            | род. 1942               | Тракторист совхоза «Сайда» Харьюского района Эстонской ССР | 3 ст. 14.02.1975 № 28702 2 ст. 27.12.1976 № 2970 1 ст. 06.06.1984 № 88    |           |
| 13 | Лимарёв, Николай Никифорович      | 1937 — ????             | Бригадир совхоза «Макеевский» Тарасовского района Ростовской области | 3 ст. 14.02.1975 № 21245 2 ст. 23.12.1976 № 1278 1 ст. 27.08.1990 № 791   |           |
| 14 | Липин, Андрей Александрович       | 19.08.1928 — 08.01.2006 | Звеньевой колхоза «Мир» Глазуновского района Орловской области | 3 ст. 14.02.1975 № 13825 2 ст. 13.03.1981 № 9581 1 ст. 29.08.1986 № 577   | [ ГС 8 ]  |
| 15 | Липский, Владимир Николаевич      | 10.06.1942 — 09.01.2019 | Механизатор колхоза «Лачплесис» Огрского района Латвийской ССР | 3 ст. 14.02.1975 № 28639 2 ст. 27.12.1976 № 2901 1 ст. 06.06.1984 № 85    | [ ГС 9 ]  |
| 16 | Лисицкий, Борис Дмитриевич        | 01.05.1943 — 30.12.2020 | Бригадир комплексной бригады Севастопольского морского завода имени Серго Орджоникидзе Министерства судостроительной промышленности СССР, гор. Севастополь, Крымская область                                                                              | 3 ст. 25.04.1975 № 31124 2 ст. 27.07.1983 № 15837 1 ст. 22.07.1991 № 906  | [ ГС 10 ] |
| 17 | Литвиненко, Анатолий Яковлевич    | род. 1941               | Бригадир сумского предприятия Министерства химического и нефтяного машиностроения СССР | 3 ст. 22.04.1975 № 47136 2 ст. 11.03.1981 № 16075 1 ст. 10.06.1986 № 329  |           |
| 18 | Литвиненко, Анна Васильевна       | род. 1949               | Доярка колхоза имени XXII съезда КПСС Ичнянского района Черниговской области | 3 ст. 14.02.1975 № 10651 2 ст. 24.12.1976 № 1972 1 ст. 07.06.1990 № 704   |           |
| 19 | Литвинов, Владимир Ильич          | род. 1939               | Рабочий предприятия Министерства финансов СССР, гор. Москва | 3 ст. 06.04.1976 № 171570 2 ст. 12.06.1981 № 19667 1 ст. 08.08.1986 № 487 |           |
| 20 | Литвинов, Николай Фёдорович       | род. 29.05.1937         | Чабан госплемовцезавода «Ипатовский» Ипатовского района Ставропольского края | 3 ст. 27.09.1974 № 84 2 ст. 23.12.1976 № 77 1 ст. 07.01.1983 № 19         | [ ГС 11 ] |
| 21 | Логванёв, Виктор Михайлович       | 26.05.1937 — 06.05.2022 | Слесарь-модельщик Бежицкого сталелитейного завода Министерства тяжёлого и транспортного машиностроения СССР, Брянская область | 3 ст. 21.04.1975 № 87806 2 ст. 31.03.1981 № 5850 1 ст. 03.12.1985 № 179   | [ ГС 12 ] |
| 22 | Логинова, Антонина Сидоровна      | 24.01.1938 — 19.06.2014 | Механизатор совхоза «Всеволожский» Всеволожского района Ленинградской области | 3 ст. 14.02.1975 № 18309 2 ст. 29.05.1981 № 20452 1 ст. 29.08.1986 № 572  | [ ГС 13 ] |
| 23 | Ложеницын, Вячеслав Владимирович  | 20.07.1940 — 29.06.2017 | Вальцовщик Первоуральского новотрубного завода Министерства чёрной металлургии СССР, Свердловская область | 3 ст. 21.04.1975 № 102644 2 ст. 02.03.1981 № 6000 1 ст. 29.04.1986 № 227  | [ ГС 14 ] |
| 24 | Ломанов, Юрий Иванович            | род. 16.01.1942         | Машинист рефрижераторных установок рыболовного траулера «Астан Кесаев» Министерства рыбного хозяйства СССР, гор. Севастополь, Крымская область | 3 ст. 12.05.1977 № 357810 2 ст. 15.04.1982 № 14953 1 ст. 19.08.1988 № 639 | [ ГС 15 ] |
| 25 | Ломенко, Владимир Гаврилович      | 06.04.1927 — 13.05.2009 | Бригадир колхоза «Октябрь» Марьинского района Донецкой области | 3 ст. 14.02.1975 № 11364 2 ст. 24.12.1976 № 2291 1 ст. 07.01.1983 № 20    | [ ГС 16 ] |
| 26 | Лопатин, Александр Иннокентьевич  | 30.08.1929 — 14.03.1995 | Резьбошлифовщик производственного объединения «Курганармхиммаш» Министерства химического и нефтяного машиностроения СССР, гор. Курган | 3 ст. 22.04.1975 № 80204 2 ст. 11.03.1981 № 7773 1 ст. 10.06.1986 № 325   | [ ГС 17 ] |
| 27 | Лукин, Василий Матвеевич          | 08.02.1942 — 12.12.2018 | Мастер-прокатчик Куйбышевского металлургического завода имени В. И. Ленина Министерства авиационной промышленности СССР | 3 ст. 25.04.1975 № 82608 2 ст. 10.03.1981 № 7909 1 ст. 26.07.1985 № 149   | [ ГС 18 ] |
| 28 | Лунёв, Виктор Андреевич           | род. 1949               | Токарь Московского завода холодильного оборудования «Компрессор» Министерства химического и нефтяного машиностроения СССР | 3 ст.15.05.1975 № 149536 2 ст. 16.01.1981 № 19133 1 ст. 07.01.1983 № 21   | [ ГС 19 ] |
| 29 | Луцанич, Михаил Юрьевич           | род. 1948               | Тракторист колхоза «Дружба» Иршавского района Закарпатской области | 3 ст. 10.03.1976 № 159045 2 ст. 17.03.1981 № 16071 1 ст. 07.08.1991 № 916 |           |
| 30 | Лыппе, Маймо Феликсовна           | род. 1939               | Рабочая рыболовецкого колхоза, Эстонская ССР | 3 ст. 04.05.1975 № 126958 2 ст. 17.03.1981 № 19045 1 ст. 17.02.1986 № 198 |           |
| 31 | Ляшенко, Александр Иванович       | род. 08.09.1942         | Мастер Криворожского металлургического завода «Криворожсталь» Министерства чёрной металлургии Украинской ССР, Днепропетровская область | 3 ст. 13.09.1974 № 44 2 ст. 02.03.1978 № 3136 1 ст. 31.10.1984 № 96       | [ ГС 20 ] |
| 32 | Ляшков, Евгений Сергеевич         | 28.07.1934 — 18.05.2015 | Бригадир комплексной бригады ремонтно-строительного управления Министерства жилищно-коммунального хозяйства РСФСР, гор. Владимир | 3 ст. 26.04.1976 № 325878 2 ст. 15.04.1981 № 12484 1 ст. 14.08.1986 № 506 | [ ГС 21 ] |